# Ференц Надь
Ференц Надь (угор. Nagy Ferenc locally [ˈfɛrɛnt͡s ˈnɒɟ], 8 жовтня 1903 — 12 червня 1979) — угорський політик з Незалежної партії дрібних господарів. Спікер Національних зборів з 29 листопада 1945 по 5 лютого 1946 року і член Вищої національної ради з 7 грудня 1945 по 2 лютого 1946. Пізніше, з 4 лютого 1946 року до 31 травня 1947 року — прем'єр-міністр Угорщини.
У 1924 році вступив в праву Християнську партію хліборобів, дрібних господарів і міщан, в 1930 створив окрему Незалежну партію дрібних господарів, генеральним секретарем якої був з 1930 по 1945 роки. Після німецької окупації Угорщини 12 квітня 1944 заарештований гестапо.
Хоча до Другої світової війни примикав до лівого крила партії, після війни займав антикомуністичні позиції. На посаді прем'єр-міністра протидіяв спробам Лівого блоку, контрольованого комуністами, отримати всю повноту влади в Угорщині. Вів переговори з радянським урядом про повернення угорців з примусових робіт у СРСР.
Отримав притулок в США, де став членом правління компанії Permindex.
Випустив ряд мемуарів. У 1948, видавництво «Макміллан» випустило його книгу «Боротьба за залізною завісою» (у співавторстві зі Стівеном Свіфтом). Гонорари від видання книг дозволили йому придбати особняк з великою земельною ділянкою в місті Герндон (штат Вірджинія).
У 1977 він висловився на підтримку повернення Святої корони Угорщини зі Сполучених Штатів до Угорщини. Він несподівано помер на своїй фермі в Герндоні в 1979 році, плануючи повернення в свою країну.